# Bull Shoals (Arkansas)
Bull Shoals est une ville située dans l’État américain de l'Arkansas, dans le comté de Marion.